# 정중곁 다리뇌 그물체
정중곁 다리뇌 그물체(paramedian pontine reticular formation, PPRF; paraabducens nucleus; 정중옆 교뇌 망상체)는 수평 시선을 매개하는 입쪽 다리뇌 그물 핵 및 꼬리쪽 다리뇌 그물 핵의 신경 세포 하위 집합이다. 갓돌림 신경핵에 인접한 다리뇌에 위치한다. 같은쪽 외전신경(제6뇌신경)핵과 반대쪽 눈돌림 신경핵(제3뇌신경)으로 투사하여 동향 수평 눈 움직임과 홱보기를 매개한다.

## 해부학

### 들신경
afferent

### 날신경
efferent

## 같이 보기
- 주시 (생리학)
- 입쪽 다리뇌 그물 핵
- 꼬리쪽 다리뇌 그물 핵